# Widima-Rakowski Sewliewo
Widima-Rakowski Sewliewo, bułg. ПФК Видима-Раковски (Севлиево) – bułgarski klub piłkarski założony w 1922 roku. Od początku istnienia do 1957 roku nosił nazwę Widima. Człon Rakowski został dodany po śmierci prezesa klubu z lat 40. Stefana Peszewa-Rakowskiego. 
Drużyna najczęściej krążyła między trzecią a czwartą ligą; na zapleczu ekstraklasy grała tylko przez trzynaście sezonów. W rozgrywkach 2003-2004 po raz pierwszy w historii awansowała do ekstraklasy; w pierwszym sezonie zajęła miejsce gwarantujące pozostanie w lidze (12.), ale w kolejnym spadła o dwie lokaty i powróciła do Grupy B. W tym czasie trenerem zespołu był m.in. Płamen Markow, który właśnie wtedy, jako szkoleniowiec drugoligowego klubu, otrzymał nominację na selekcjonera reprezentacji Bułgarii.

## Sukcesy
- awans do ekstraklasy: w sezonach 2003-2004 oraz 2006-2007
- ćwierćfinał Pucharu Bułgarii w sezonie 2003-2004

## Stadion
Widima-Rakowski Sewliewo rozgrywa swoje mecze na stadionie Rakowski, nazwanym na cześć prezesa klubu z lat 40. Stefana Peszewa-Rakowskiego. Stadion może pomieścić ponad 8 tysięcy widzów.